# アンドレア・ドッセーナ
アンドレア・ドッセーナ（Andrea Dossena, 1981年9月11日 - ）は、イタリア・ローディ出身の同国代表元サッカー選手、サッカー指導者。現役時代のポジションはディフェンダーで、主に左サイドバックを務めた。愛称はドック。

## 経歴
キャリア初期
エラス・ヴェローナFCの下部組織を経て、2001-02シーズンにセリエAデビュー。同シーズンにクラブは降格となったため、セリエBにて経験を積む。2005-06シーズンはトレヴィーゾFCでプレーした。
ウディネーゼ
2006年7月12日にウディネーゼ・カルチョに移籍。2年目の2007-08シーズン、パスクアーレ・マリーノ監督の指導下でブレイクし、左のサイドハーフおよびサイドバックとして注目を集めた。
リヴァプール
2008年7月4日、リヴァプールFCに移籍金700万ポンド、4年契約で加入した。ASローマに移籍したヨン・アルネ・リーセの穴を埋めることを期待され、8月16日にサンダーランドAFC戦でデビューした。2009年3月10日、UEFAチャンピオンズリーグ決勝トーナメント1回戦レアル・マドリード戦でリヴァプールでの初ゴールを決め、4日後のマンチェスター・ユナイテッドFC戦でプレミアリーグ初ゴールを決めた。しかし、ファビオ・アウレリオやエミリアーノ・インスアの存在もあって定位置を確保するには至らず、2009年に入ってからはたびたびイタリア復帰が噂された。
ナポリ
2010年1月8日にSSCナポリへ移籍。契約期間は2014年までで、移籍金は425万ユーロ（推定）。1月13日に行われたコッパ・イタリアのユヴェントスFC戦でナポリの一員として初出場。移籍後は3バック戦術のため専ら左ウィングバックとしての起用だが、地位は不動のものとなった。
パレルモ
2013年1月10日にUSチッタ・ディ・パレルモにレンタル移籍が決定。
レイトン・オリエント
2014年11月6日、フットボールリーグ1のレイトン・オリエントFCに加入した。
キアッソ
2015年8月8日、チャレンジリーグのFCキアッソと1年契約を結び背番号は6に決定した。

## 代表歴
2007年10月17日の南アフリカ代表戦でイタリア代表デビューした。ロベルト・ドナドーニ監督の下でFIFAコンフェデレーションズカップ2009にも出場したがブラジル代表戦ではオウンゴールのミスを犯し、試合も3-0で敗れた。

## タイトル
ナポリ
- コッパ・イタリア : 2011-12